# Freisa (vitigno)
Il Freisa è un vitigno a bacca nera del Piemonte. 

## Storia
Le prime notizie sulla Freisa risalgono al XVI secolo, quando veniva menzionato come Fresearum nei tariffari doganali del comune di Pancalieri. Era considerato uno dei vitigni più diffusi del Piemonte anche grazie alla sua rusticità ed alla resistenza alla siccità estiva. Il Freisa ha oggi una ampia diffusione nella città metropolitana di Torino e in particolare nel Chierese e nel Pinerolese.

## Caratteristiche morfologiche
- Germoglio: con apice espanso e a forma di ventaglio, è caratterizzato da foglioline glabre o solo lievemente pubescenti, di colore verde chiaro .[3]
- Viticcio: di colore verde/giallastro, i viticci dell'Freisa in genere bifidi.[3]
- Grappolo: il grappolo a maturità è allungato e quasi cilindrico, piuttosto sciolto, con un lungo peduncolo verde.[3]
- Acino: di dimensione media, piuttosto variabile in base alla sotto-varietà, è di forma sub-sferica. La buccia è nero-bluastra ed è ricoperta da abbondante pruina. La polpa è di sapore piuttosto dolce e dà un succo incolore.[3]
- Foglia: di dimensioni medio-piccole è in genere trilobata; entrambe le pagine sono glabre, quella superiore è di color verde chiaro, quella inferiore spesso presenta nervature setolose.  Il picciolo è di media lunghezza ed il suo colore vira a volte lievemente verso il rossiccio.[3]

## Sinonimi
Il vitigno è anche conosciuto con i seguenti sinonimi: barbera, encore, spannina, fessietta, frati, fratina, freisa del Piemonte, freisa di Chieri, freisa di monfra, freisa di Nizza, freisa grossa, freisa pica, freisa piccola, freisetta, freisetta de Montaldo, fresa, fresa del Piemonte, fresa grosa, fresa monferrina, frescia, fresia, fresia di Chieri, fresia di chiers,	fresior, frezia, frezija, ghemme, grananella, ivanna milanese, lugenga nera del Piemonte, marchesa, marchesa di Calabria, marchesana, marchisa, martesana, monferrato, monferrina, monfesia, monfra, monfrina, mounfrina, munfrin-na, munfrina, patuja, spanin, spanna, spanna milanese, spanna monferrina, spannina.

## Impiego

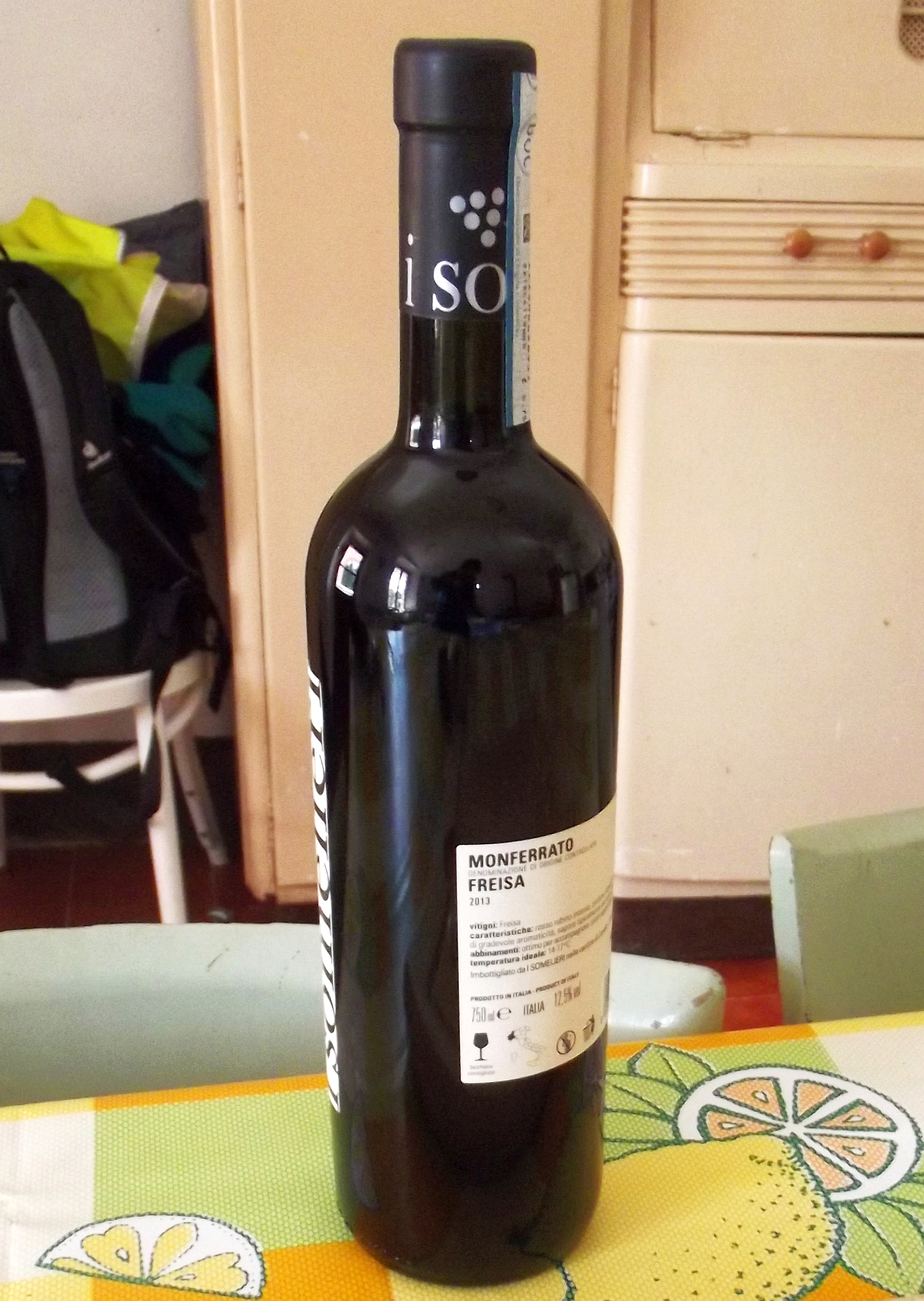
Monferrato Freisa DOC

Il vitigno viene utilizzato in purezza nella produzione di vari storici vini piemontesi, con le seguenti DOC:
- Freisa d'Asti, Freisa d'Asti frizzante, Freisa d'Asti superiore, Freisa di Chieri amabile, Freisa di Chieri frizzante, Freisa di Chieri secco, Freisa di Chieri spumante, Freisa di Chieri superiore, Langhe Freisa, Monferrato Freisa, Monferrato Freisa novello, Pinerolese Freisa.